# Britannia (motyw)

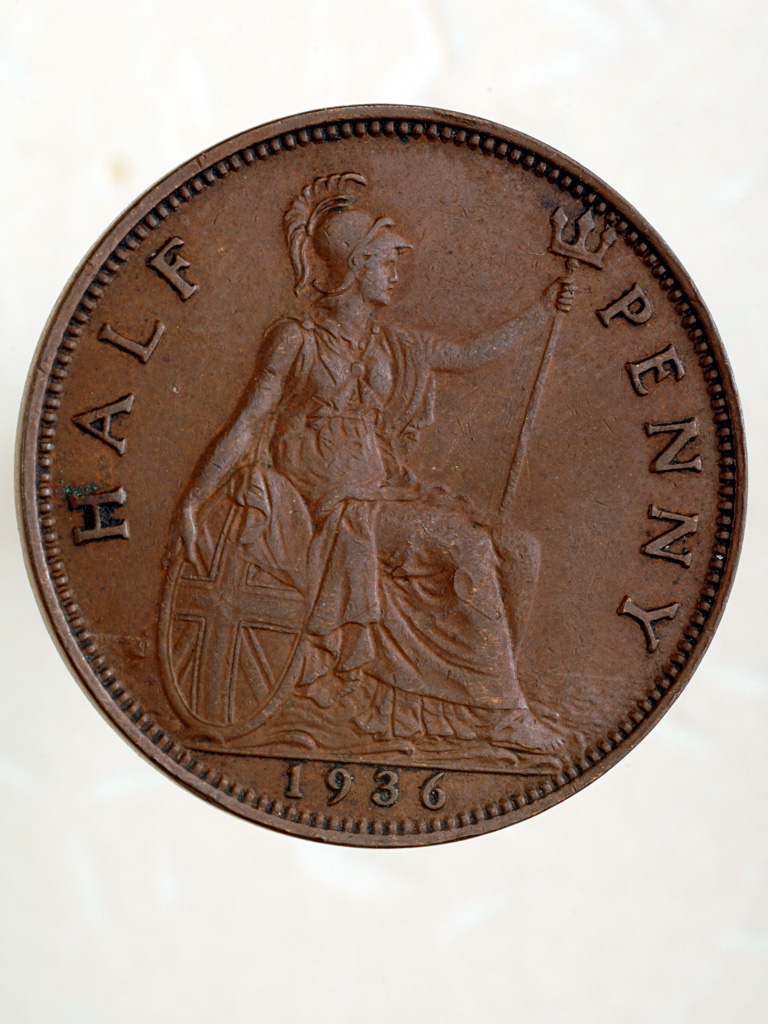
"Rzymska" Brytania (z trójzębem) na międzywojennej półpensówce

Britannia – motyw zdobniczo-propagandowy umieszczany na rewersach niektórych drobniejszych (rozmiennych) monet brytyjskich, wyobrażający Britannię – personifikację Wielkiej Brytanii w stylu antycznym (klasycznym).
Wzorzec dla późniejszych przedstawień tego rodzaju stanowiły rzymskie emisje monet brązowych z czasów panowania Hadriana i Antonina Piusa. Dla upamiętnienia ich dokonań na terenie Brytanii (np. budowa Wału Hadriana, Wału Antonina) bądź względem tej prowincji cesarstwa, na rewersach monet rozmiennych umieszczano alegorię w postaci uosobienia prowincji Britannii wyobrażonej jako siedząca postać kobieca oparta o krągłą tarczę i dzierżąca włócznię lub znak wojskowy (vexillum).
Na angielskich monetach (półpensówka i farthing) wyobrażenie to zostało wprowadzone w XVII wieku za panowania Karola II, przy czym ujęcie postaci i jej atrybuty wskazują, iż musiała być ona oparta na rzymskim pierwowzorze. Nieznacznie modyfikowana z biegiem czasu, alegoria Brytanii nabrała szczególnego znaczenia w czasach wiktoriańskich i w okresie obydwu wojen światowych, zachowując je co najmniej do lat 50. XX wieku, kiedy to odgrywała ona istotną rolę w propagandzie imperium brytyjskiego.
Do 2008 roku wizerunek Britannii znajdował się na rewersie monet 50-pensowych.